# Carniola di Bovegno
La Carniola di Bovegno è una formazione calcarea affiorante nel bacino lombardo. La formazione è stata riconosciuta da Curioni nel 1855 mentre è stata formalizzata da Assereto e Casati nel 1965.

## Descrizione e ambiente sedimentario
La Carniola di Bovegno è composta principalmente da calcari dolomitici e dolomie marnose con intercalazioni argillose. Purtroppo a causa di eventi deformativi tettonici e di eventi erosivi non esistono sezioni di riferimento che rappresentino l'intera formazione. 
L'ambiente di deposizione è di tipo lagunare e di distese di sale (Sabkhah).

## Rapporti stratigrafici e datazione

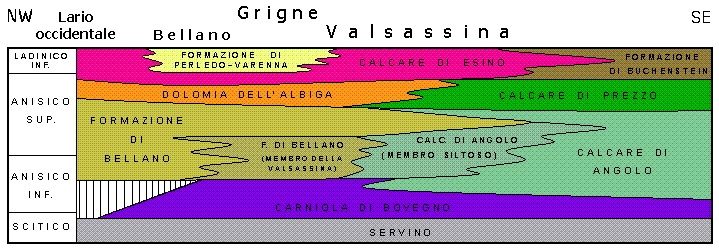
Stratigrafia

La Carniola di Bovegno si trova sopra il Servino e sotto il Calcare di Angolo